# Бекетовский сельсовет (Ермекеевский район)
Бекетовский сельсовет — муниципальное образование в Ермекеевском районе Башкортостана.

## История
Образован в 1986 году.
Указ от 18 февраля 1986 года № 6-2/85 «Об образовании Бекетовского сельсовета в составе Ермекеевского района» гласит:

Образовать в составе Ермекеевского района Бекетовский сельсовет с центром в селе Бекетово.
Включить в состав Бекетовского сельсовета населённые пункты Бекетово, Городецкое, Плодопитомника, Малоприютово, Новый, Сысоевка, участка санатория Глуховского, исключив их из Спартакского сельсовета Ермекеевского района.
В 1998 году в состав сельсовета передана д. Кожай-Максимово из Михайловского сельсовета Бижбулякского района. Закон Республики Башкортостан «О передаче территории села Кожай — Максимово Михайловского сельсовета Бижбулякского района Республики Башкортостан в состав Бекетовского сельсовета Ермекеевского района
Республики Башкортостан» гласит:

Передать территорию села Кожай-Максимово Михайловского сельсовета Бижбулякского района Республики Башкортостан в состав Бекетовского сельсовета Ермекеевского района Республики Башкортостан.

Согласно «Закону о границах, статусе и административных центрах муниципальных образований в Республике Башкортостан» имеет статус сельского поселения.
В 2005 году Закон Республики Башкортостан «Об изменениях в административно-территориальном устройстве
Республики Башкортостан, изменениях границ и преобразованиях муниципальных образований в Республике Башкортостан» постановил передать два н.п. в состав Белебея, а оттуда — в Белебеевский район (ст.1, п.42.):

Изменить границы Ермекеевского района, Бекетовского сельсовета Ермекеевского района, Приютовского поссовета города Белебея согласно представленной схематической карте, передав поселки Плодопитомника и Малоприютово Бекетовского сельсовета Ермекеевского района в состав территории Приютовского поссовета города Белебея.
Изменить границы города Белебея и Белебеевского района согласно представленной схематической карте, передав Приютовский поссовет города Белебея в состав территории Белебеевского района.

## Население
| 2002  | 2009  | 2010  | 2012  | 2013  | 2014  | 2015  |
| ----- | ----- | ----- | ----- | ----- | ----- | ----- |
| 1279  | →1279 | ↘1224 | ↘1210 | ↘1178 | ↘1166 | ↘1155 |
| 2016  | 2017  |       |       |       |       |       |
| ↗1159 | ↘1147 |       |       |       |       |       |

## Состав сельского поселения
| № | Населённый пункт | Тип населённого пункта       | Население |
| - | ---------------- | ---------------------------- | --------- |
| 1 | Бекетово         | село, административный центр | ↘477      |
| 2 | Новый            | село                         | ↘313      |
| 3 | Новотураево      | село                         | ↘269      |
| 4 | Городецкое       | село                         | ↗153      |
| 5 | Кожай-Максимово  | село                         | ↗6        |
| 6 | Хорошовка        | деревня                      | ↗5        |
| 7 | Сысоевка         | деревня                      | →1        |

### Упразднённые населённые пункты
- поселок участка санатория Глуховского — упразднён в 2005 году (Закон Республики Башкортостан от 20 июля 2005 года № 211-з «О внесении изменений в административно-территориальное устройство Республики Башкортостан в связи с образованием, объединением, упразднением и изменением статуса населённых пунктов, переносом административных центров»).